# Eferesis
Eferesis of aferesis  (van het Griekse aphairein 'wegnemen', uit apo 'weg' en  hairein 'grijpen, pakken') of procope is het wegvallen van een of meer klanken aan het begin van woorden. Op den duur krijgt een bepaald woord zo een nieuwe vaste vorm. Het meest gebeurt dit met onbeklemtoonde klinkers, soms ook met medeklinkers of hele lettergrepen.

## Nederlands
In de geschiedenis van het Nederlands komt eferesis van medeklinkers niet veel voor. Een van de weinige voorbeelden is het woord adder, dat oorspronkelijk een begin-n had. Doordat dit woord vaak werd gecombineerd met woorden eindigend op dezelfde klank, zoals het verbogen lidwoord den of het onbepaalde lidwoord een, was er een veelvoorkomend geminaat van n+n ontstaan. Dit geminaat werd mettertijd teruggebracht tot een enkele klank en bijgevolg geherinterpreteerd als het onbepaalde lidwoord zelf. Zodoende werd de gereduceerde vorm adder het nieuwe grondwoord. Een ander voorbeeld is arrenslee, dat is ontstaan uit narrenslee.

## Engels
In de geschiedenis van het Engels heeft eferesis van beginmedeklinkers veel systematischer plaatsgehad dan in het Nederlands (zie ook lexicale diffusie). Zo is bijvoorbeeld in alle woorden die oorspronkelijk met de medeklinkercluster kn- begonnen (know, knife, knit etc.) deze klank in de uitspraak weggevallen, terwijl hij tot op de dag van vandaag nog wordt geschreven. Ook in vormen als He is, She is en It is valt de eerste klank van is in de gesproken taal bijna standaard weg (He's, She's, It's).

## Eferesis in leenwoorden
Leenwoorden worden in de importerende taal bijna altijd aangepast aan de eigen fonologie. Zodoende is de medeklinkercluster aan het begin van het Zweedse woord strand ‘strand’ in het Fins door middel van eferesis gereduceerd tot één enkele medeklinker. De aangepaste vorm van het woord is ranta.

## Verwante begrippen
Eferesis is het tegenovergestelde van prosthesis. Het moet ook worden onderscheiden van elisie dat het wegvallen van klanken aan het eind van woorden betreft, en van syncope en apocope. 